# System przenoszenia oporządzenia ALICE

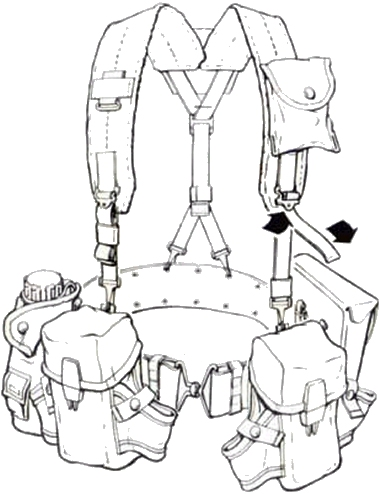
Pasoszelki Alice

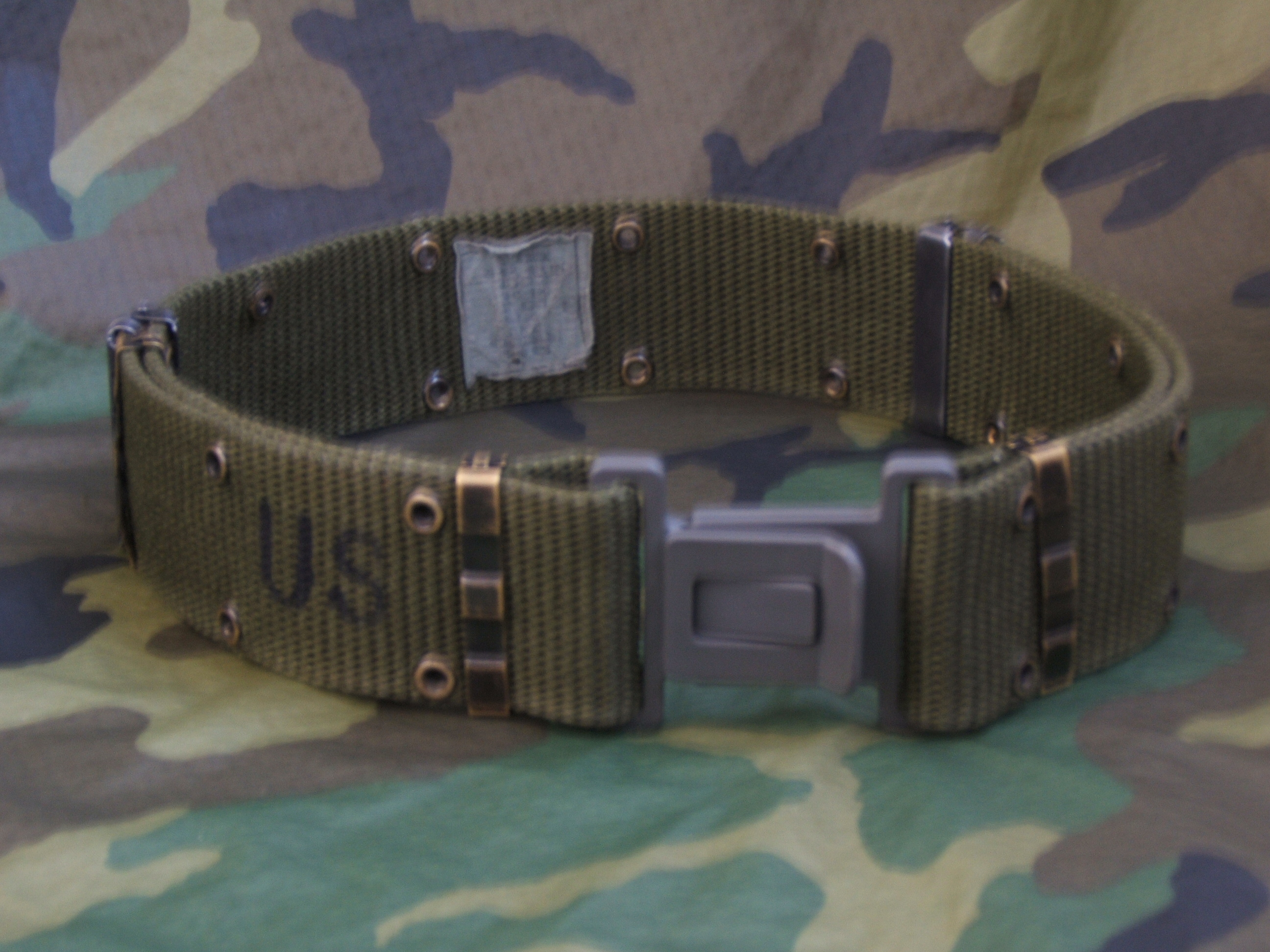
Pas LC-2

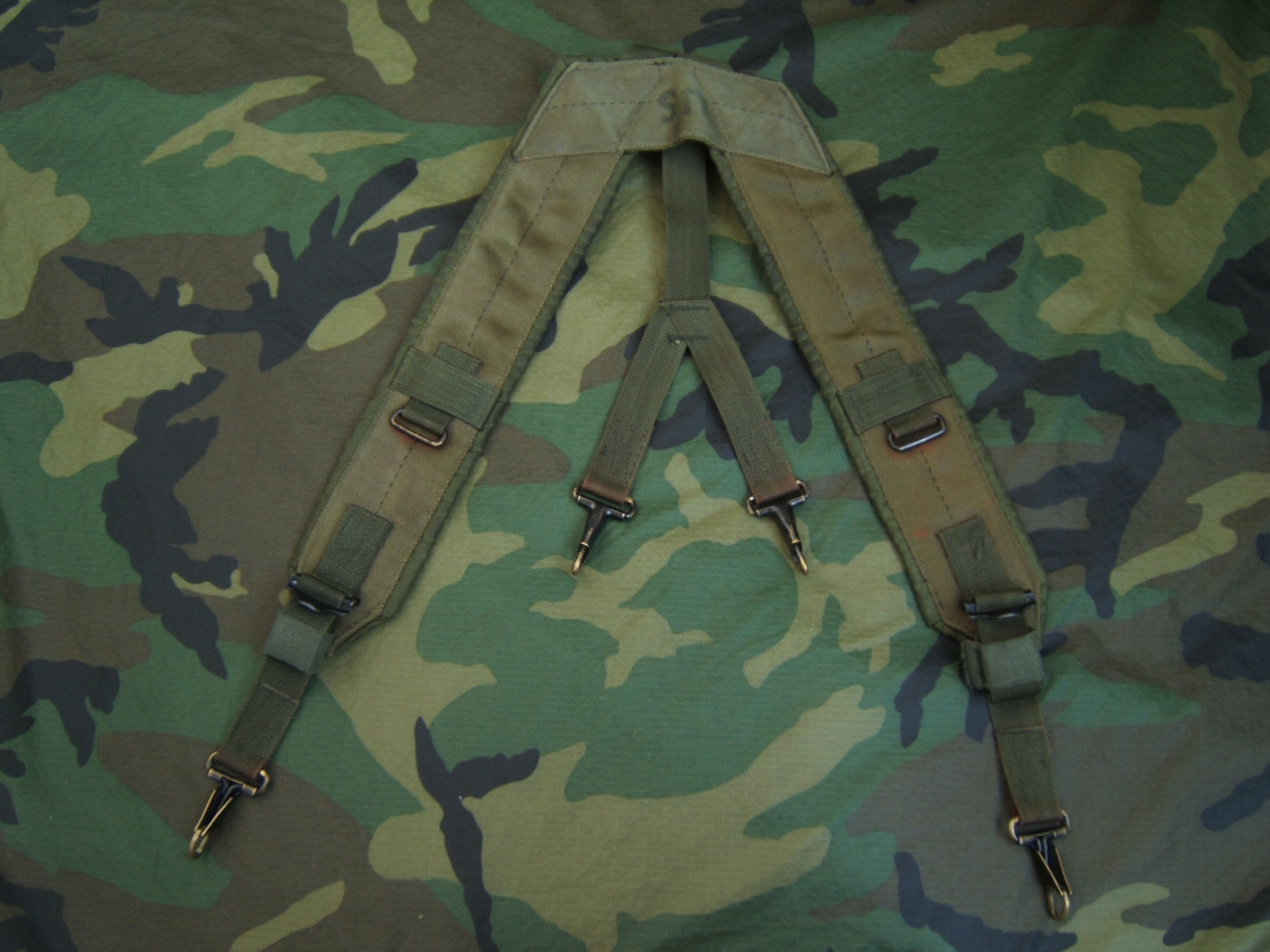
Szelki typu „Y”

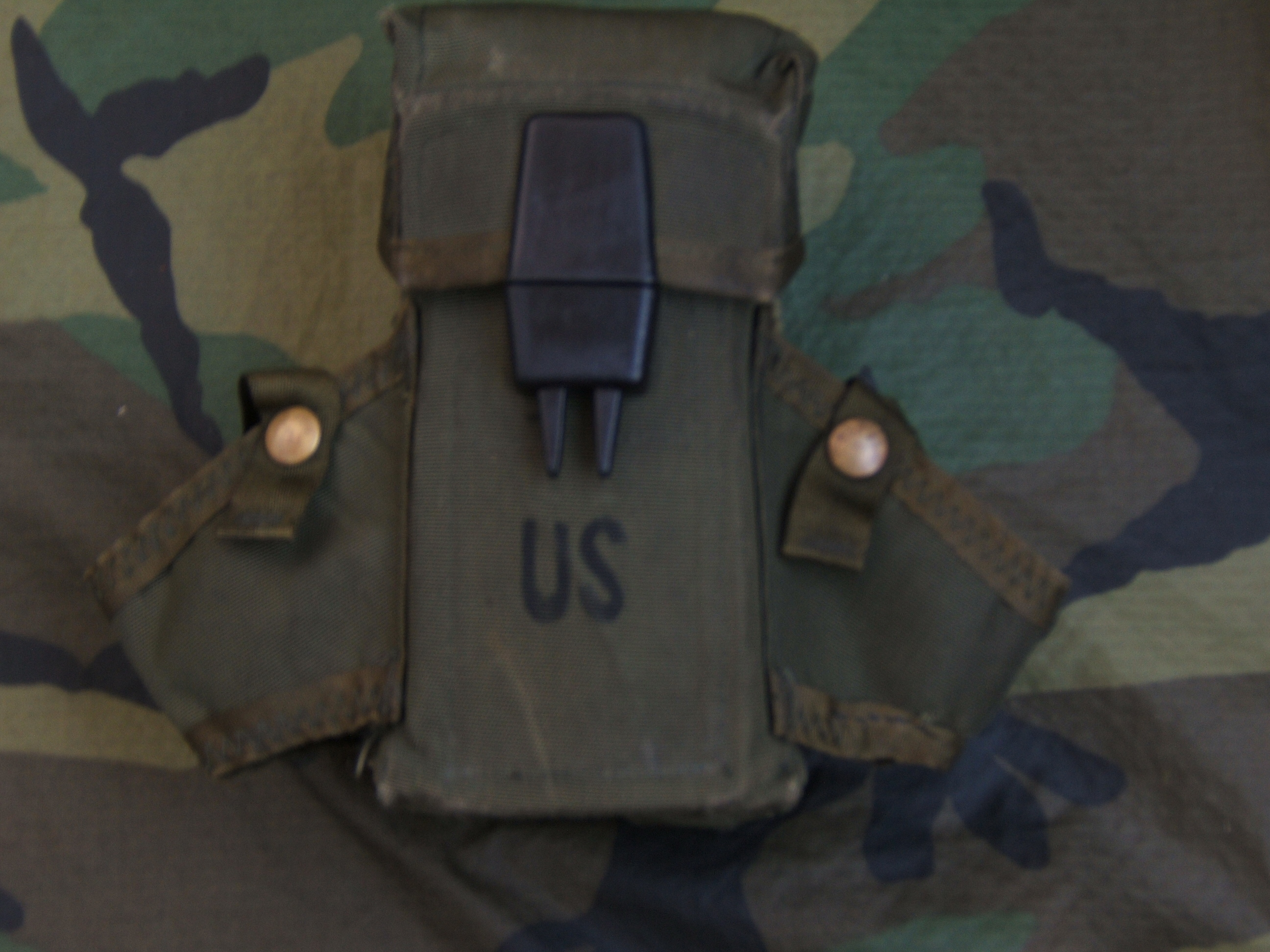
Ładownica na 3 magazynki

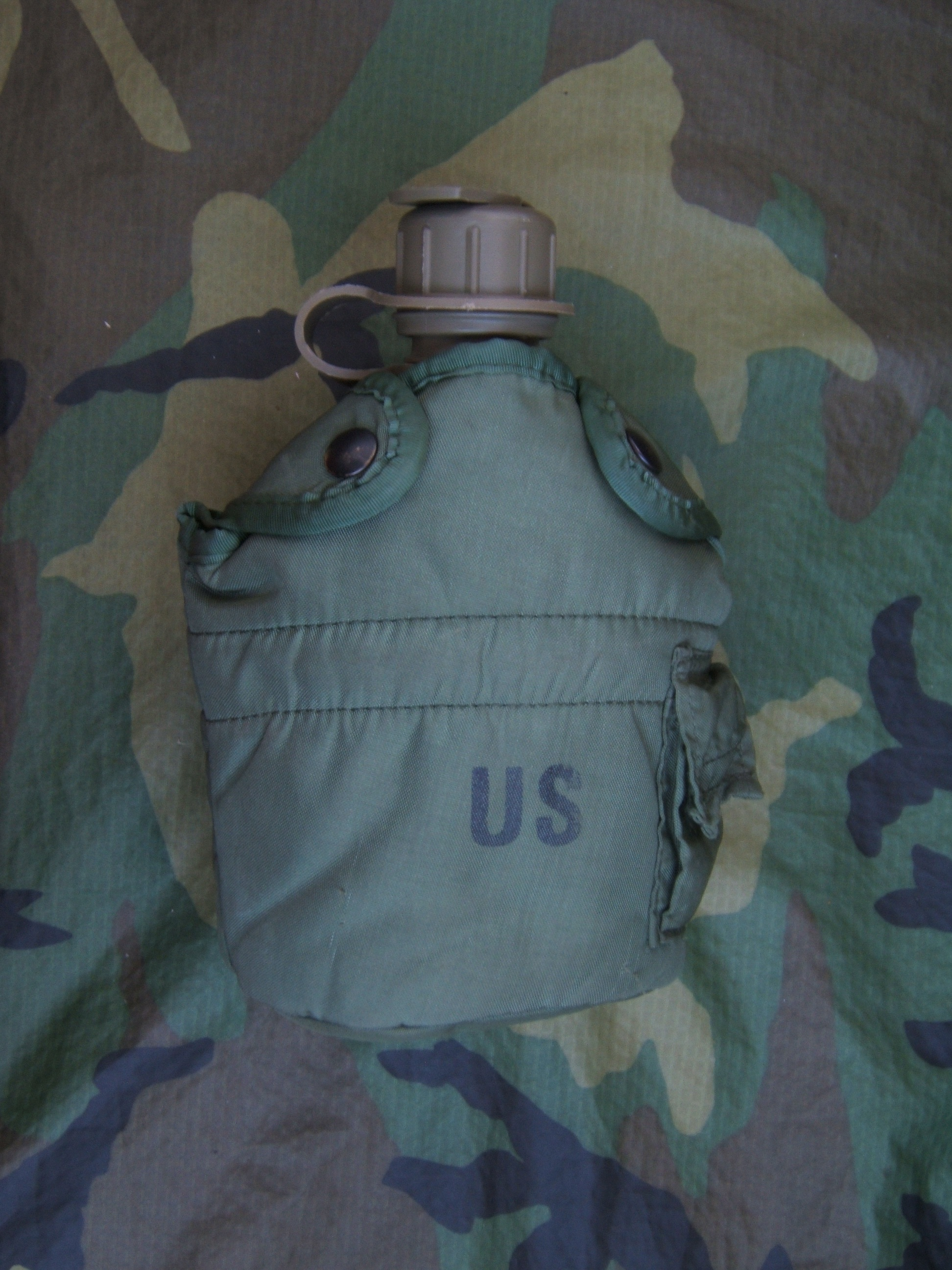
Manierka w pokrowcu ALICE

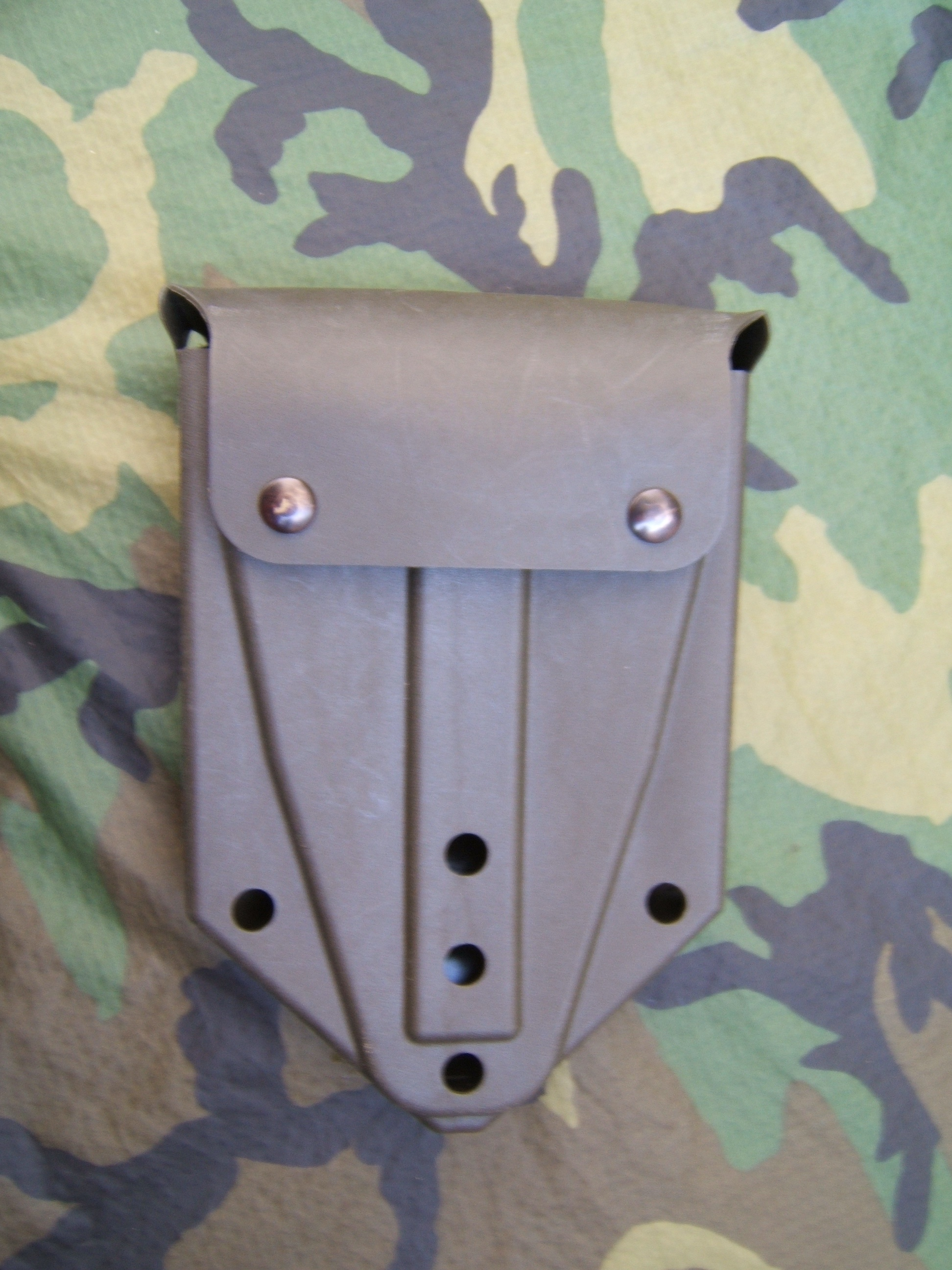
Pokrowiec na saperkę ALICE

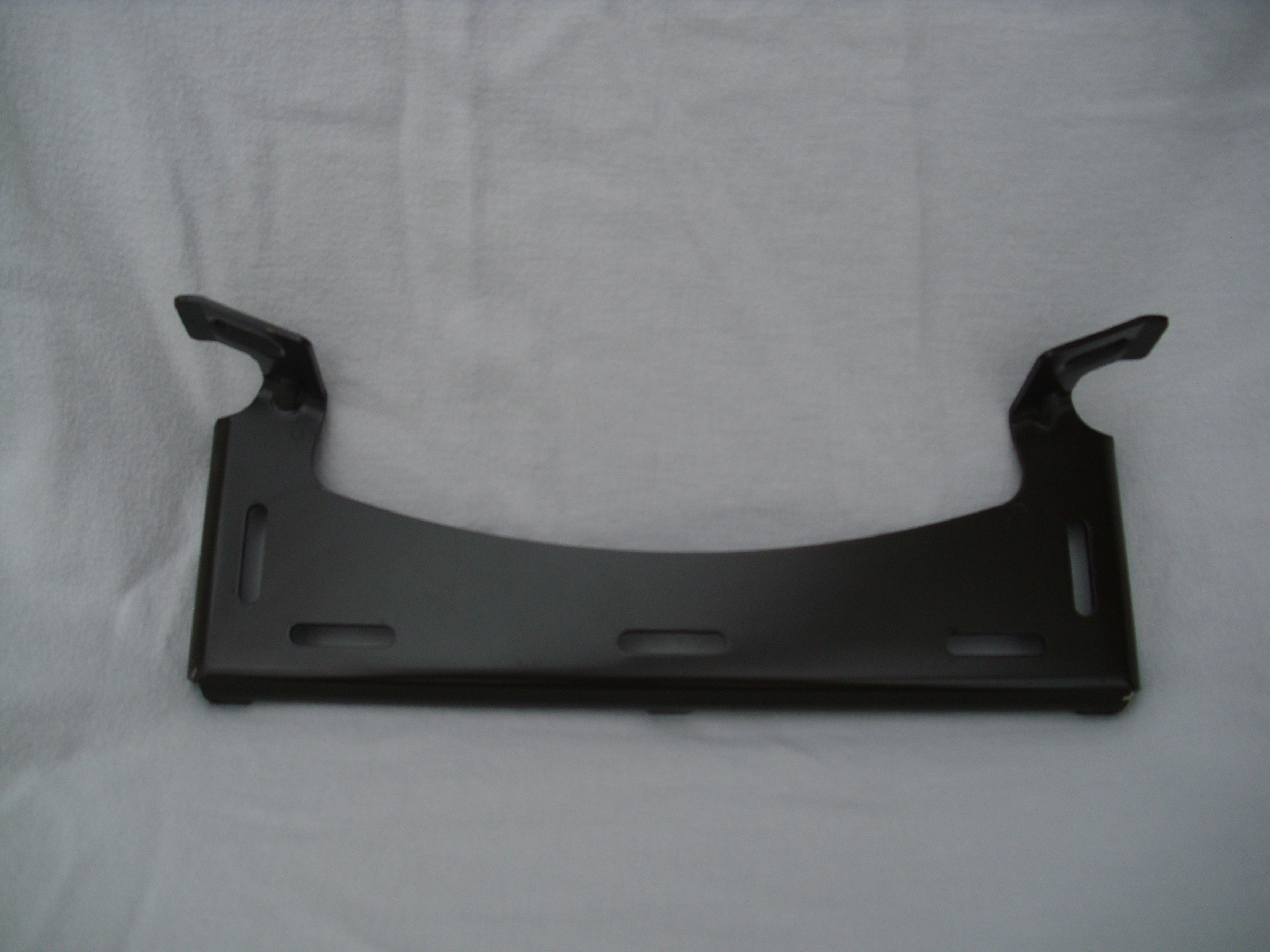
Półka do stelaża plecaka lekkiego kompatybilna ze stelażem systemu ALICE

All-Purpose Lightweight Individual Carrying Equipment (ALICE) – system przenoszenia oporządzenia osobistego Sił Zbrojnych USA. W użytku od roku 1973 do dziś (od 2004 tylko w czasie szkolenia). Następca systemów M1956 i M1967.

## Historia
System ALICE wprowadzono do użytku 17 stycznia 1973, po pracach trwających 7 lat. Zastępował on starsze systemy M-1956 Load-Carrying Equipment (LCE) i M-1967 Modernized Load-Carrying Equipment (MLCE). Nowy system miał odciążyć żołnierza (zastosowano lżejsze elementy), a także być bardziej trwały (nylon zamiast bawełny). System ALICE przeznaczony był do użytku we wszystkich rodzajach klimatu, od Arktyki po dżunglę.
Następcami systemu ALICE były: IIFS oraz MOLLE.

## Konstrukcja
Cały system składał się z dwóch zasadniczych elementów: pasoszelek (do przenoszenia podstawowego oporządzenia) i zasobnika (oporządzenie na dłuższe misje).

### Pasoszelki (Individual Equipment)
Pasoszelki są modułowe, można dowolnie dobierać kieszenie i ładownice (wszystkie montowane są na specjalne klipsy). Pasoszelki zwykłego żołnierza zawierały: pas, szelki, ładownice na 3 magazynki do M16 (2 sztuki), tzw. kompasówkę, pokrowiec na manierkę M1961 i plastikowy pokrowiec na łopatkę składaną.

#### Pas (Belt)
Stworzono trzy generacje pasów: L-1, L-2 i tzw. L-3. Wszystkie wykonane są z zielonego grubego nylonu (elementy metalowe oksydowane są na czarno), różnią się zastosowaną klamrą:
- L-1: klamra metalowa (lata 1973-1981)
- L-2: zielona klamra plastikowa (od 1981)
- L-3 (potocznie; naprawdę był to pas systemu IIFS z możliwością zastosowania w systemie ALICE): czarna klamra plastikowa typu Fastex (od 1988)[3]

Pasy występowały w dwóch rozmiarach: Medium (talia poniżej 76 cm) i Large (talia powyżej 76 cm), pas miał ponadto regulację długości.

#### Szelki (Suspenders)
Tzw. szelki typu „Y” (ze względu na kształt) są koloru zielonego i posiadają cztery mocowania do pasa. Dwa z przodu i dwa z tyłu. Do szelek przypinano małą kieszeń na opatrunek osobisty lub busolę (tzw. kompasówka). Szelki nosiły oznaczenie LC-1, lecz w roku 1991 zmieniono je na LC-2 (bez widocznych zmian konstrukcyjnych). Szelki można regulować do wzrostu użytkownika.

#### Ładownica na magazynki (Case, Small Arms Ammunition)
Ładownica ma za zadanie pomieścić trzy 30 nabojowe magazynki do broni M16. Magazynki wewnątrz oddzielone są przegrodami, a całość zamykana jest klapą na plastikowy zatrzask. Ponadto ładownica ma po bokach małe kieszonki na granaty. Całość wykonana jest z zielonego nylonu.

#### Kieszeń na opatrunek osobisty/busolę (Case, Field First Aid Dressing)
Kieszeń ma za zadanie pomieścić standardowy opatrunek indywidualny lub standardową busolę US. Klapa zamykana jest na metalowy nap. Wykonana z zielonego nylonu i mocowana na szelkach.

#### Pokrowiec na manierkę M1961 (Cover, Water Canteen)
Pokrowiec wykonany jest z zielonego nylonu, a izolację stanowił przyjemny w dotyku „miś”. Pokrowiec mieści manierkę z kubkiem i posiada też kieszonkę na tabletki do oczyszczania wody. W 1975 wprowadzono pokrowiec z drobnymi zmianami konstrukcyjnymi (oznaczony LC-2).

#### Pokrowiec na saperkę składaną (Carrier, Entrenching Tool)
Pokrowiec na saperkę wykonano z tworzywa EVA w kolorze zielonym. Klapę zabezpieczającą zamykana na dwa metalowe napy. Mocowana do pasa za pomocą dwóch klipsów.

#### Inne elementy
Oprócz wymienionych elementów powstało też kilka przeznaczonych dla wyspecjalizowanych żołnierzy: np. apteczka Individual First Aid Kit, chlebak czy pokrowiec na manierkę o pojemności 2 kwart.

### Zasobnik (Existence Load)
Zasobnik systemu ALICE przeznaczony był do przenoszenia składał się z kilku elementów:
- Stelaż metalowy (aluminiowy) – do niego przymocowywano poszczególne elementy.
- Plecak (Field Pack) Medium – pojemność 22,5 kg. Posiada wiele kieszeni i przegród, m.in. na radio czy mapę. Na przestrzeni lat powstało wiele wersji plecaka. Plecak można nosić ze stelażem lub bez.
- Plecak (Field Pack) Large – pojemność zwiększono do 32 kg. Przeznaczony na tereny arktyczne, gdzie jest potrzebna większa ilość sprzętu. Do plecaka zawsze mocowany jest stelaż.
- Szelki – występowały dwie odmiany szelek. Z szybkim wypięciem i bez niego.
- Pas biodrowy
- Dodatkowa półka do stelażu – półka pozwalała na przenoszenie takich przedmiotów jak kanistry, skrzynki lub sprzęt radiowy.
- Pokrowce maskujące – wraz z wejściem do armii amerykańskiej kamuflaży wprowadzono pokrowce maskujące do plecaka. Pokrowce występowały w kamuflażach: M81 Woodland, 6 Color Desert Pattern, 3 Color Desert Pattern i w kolorze białym.